# الكلية العربية جنة العلوم
الكلية العربية جنة العلوم هي مؤسسة تعليمية دينية للمسلمين السنة في واليانكاي بالقرب من مدينة بالكاد. تأسست عام 1967. تأسست الكلية على يد الشيخ أي.ك حسن مسليار. هذه هي الكلية العربية الإسلامية الثانية في ولاية كيرالا التي أنشأها المسلمون السنة بعد كلية جامع نورية العربية باتيكاد والأول كلية عربية في منطقة بالاكاد.

## المدراء
1. شيخنا إي.كي حسن مسليار (78-1967)
2. شيخنا سي.كي.ام. صادق مسليار
3. شيخنا كدنخاد عبد الرحمن مسليار
4. شيخنا كاراكن ف. محمد مسليار
5. شيخنا ام.سي. عبد الله مسليار
6. شيخنا محمد مسليار كمرمفتور
7. شيخنا ناتيكا وي. موسى مسليار
8. شيخنا أناماجاد عبد الرحمن مسليار (1996-2000)
9. شيخنا رشيد فيضي شملا (01-2000)